# Byrd in Paris
Byrd in Paris è un album live a nome di The New Donald Byrd Quintet, pubblicato dalla Brunswick Records nel 1958. Il disco fu registrato dal vivo il 22 ottobre 1958 a l'Olympia Theater di Parigi (Francia).

## Tracce
Lato A
1. Dear Old Stockholm – 12:24 (Brano tradizionale)
2. Paul's Pals – 12:23 (Sonny Rollins)

Lato B
1. Flute Blues – 7:11 (Bobby Jaspar)
2. Ray's Idea – 7:26 (Ray Brown)
3. The Blues Walk – 9:14 (Clifford Brown)

## Musicisti
- Donald Byrd - tromba
- Bobby Jaspar - sassofono tenore (brani: A1, A2, B2 e B3)
- Bobby Jaspar - flauto (brano: B1)
- Walter Davis Jr. - pianoforte
- Doug Watkins - contrabbasso
- Art Taylor - batteria[6]